# Mésigny
Mésigny é uma comuna francesa na região administrativa de Auvérnia-Ródano-Alpes, no departamento da Alta Saboia. Estende-se por uma área de 6.73 km². Em 2010 a comuna tinha 793 habitantes (densidade: 117,8 hab./km²).